# Semana del Cine Español de Carabanchel

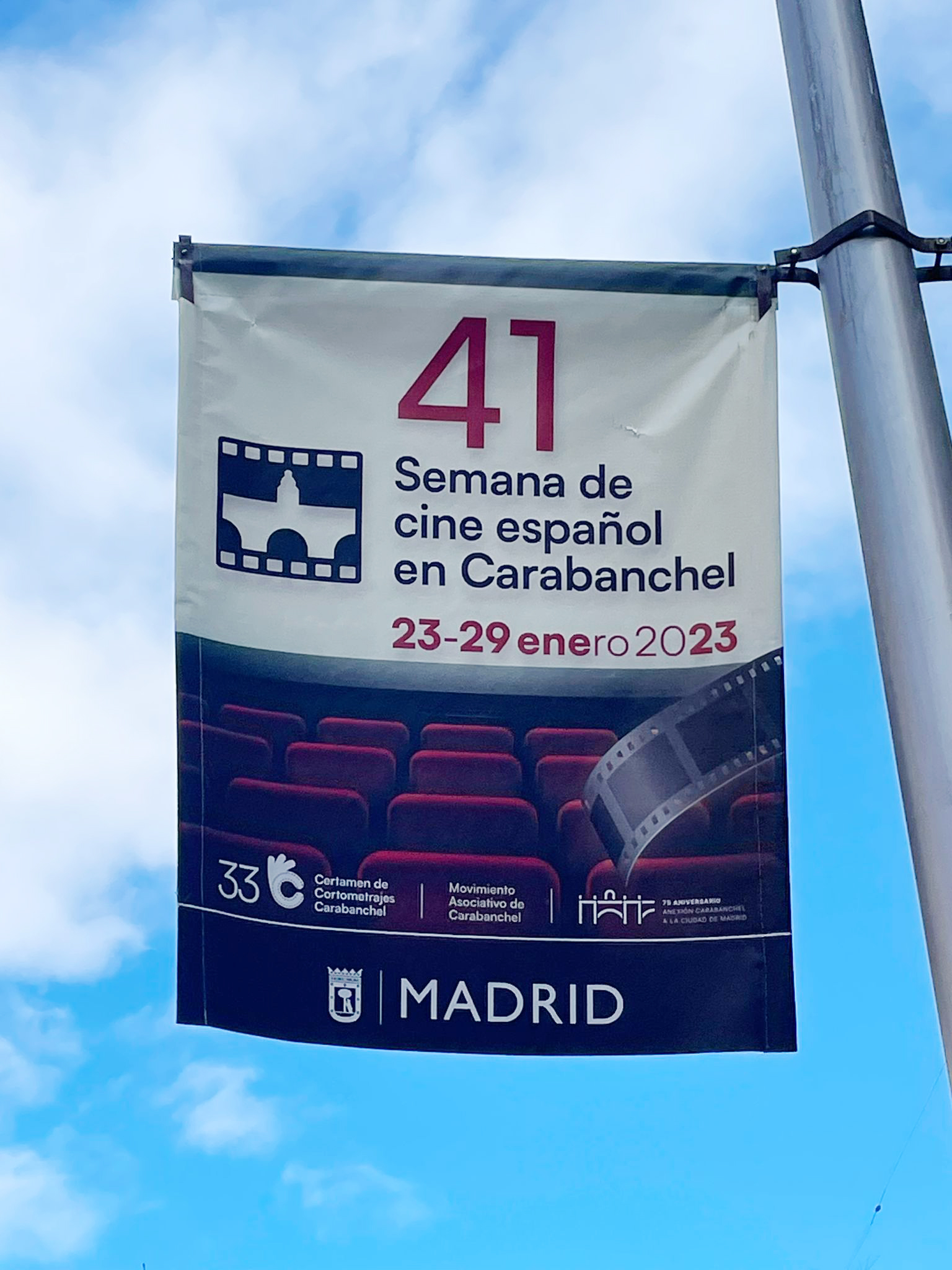
Cartel anunciador 41 Semana de cine español de Carabanchel

La Semana del Cine Español de Carabanchel es uno de los eventos culturales del distrito madrileño de Carabanchel.

## Historia
Carabanchel ha sido un distrito relacionado con el séptimo arte por la cantidad de sitios que han sido objeto de sus escenarios. Sus calles han sido el escenario de muchas películas como Miedo a salir de noche (en la calle Antonio López), El Bola (en la zona de Oporto y Urgel), Manolito Gafotas (por numerosos sitios de Carabanchel Alto), El penalti más largo del mundo (Campo del Hogar, antiguo estadio del Club Deportivo Puerta Bonita situado en la calle General Ricardos a la altura de Oporto) y numerosas series entre ellas destaca "Aida" (En esta serie salen calles como la avenida de Oporto, Camino Viejo de Leganés, Urgel o los portales de Abrantes) y "Los Serrano" (Campo de La Mina). La plaza de Carabanchel y de la iglesia, o la calle de la época también han sido escenarios de películas.
Además, entre sus vecinos muchos han destacado como actores o actrices en el celuloide como: Maria Valverde, Santiago Segura, Daniel Guzmán, Adam Jezierski (actor que interpreta a Gorka en Física o química), Julián González (actor que interpretaba a Guille en Farmacia de Guardia y a César en Compañeros) y el más reciente de todos ellos Juan Manuel Montilla, más conocido por todos como el Langui, este cantante del grupo de hip-hop La Excepción, ha conseguido 2 Goyas, como mejor actor revelación y mejor canción original por la película El truco del manco. Entre los directores, productores o guionistas de prestigio que han salido de Carabanchel están:  Achero Mañas, Santiago Zannou o Santiago Segura.

## La madrina o el padrino
Todas las ediciones han sido amadrinadas o apadrinadas por una de las actrices o actores del panorama cinematográfico español con una trayectoria extensa. En concreto han sido madrinas o padrinos las siguientes actrices o actores:
| Edición | Año  | Presidente Semana de Cine | Madrina/Padrino Semana de Cine - Premio Puente de Toledo |
| 1       | 1980 | Miguel Lara               |                                                          |
| 2       | 1981 | Miguel Lara               |                                                          |
| 3       | 1982 | Miguel Lara               |                                                          |
| 4       | 1983 | Miguel Lara               |                                                          |
| 5       | 1984 | Miguel Lara               |                                                          |
| 6       | 1985 | Miguel Lara               |                                                          |
| 7       | 1986 | Joaquín García Pontes     | José Luís López Vázquez (homenaje)                       |
| 8       | 1987 | Joaquín García Pontes     | Alfredo Landa(homenaje)                                  |
| 9       | 1988 | Joaquín García Pontes     | Lola Gaos (homenaje)                                     |
| 10      | 1989 | Joaquín García Pontes     | Antonio Drove (homenaje)                                 |
| 11      | 1990 | Manuel Martínez Blanco    |                                                          |
| 12      | 1991 | Manuel Martínez Blanco    |                                                          |
| 13      | 1992 | Manuel Martínez Blanco    |                                                          |
| 14      | 1993 | Manuel Martínez Blanco    |                                                          |
| 15      | 1994 | Manuel Martínez Blanco    |                                                          |
| 16      | 1995 | Manuel Martínez Blanco    |                                                          |
| 17      | 1996 | Alberto López             |                                                          |
| 18      | 1997 | Alberto López             |                                                          |
| 19      | 1998 | Alberto López             | Pilar Miró                                               |
| 20      | 1999 | Alberto López             |                                                          |
| 21      | 2000 | Carlos Izquierdo          | Sara Montiel                                             |
| 22      | 2001 | Carlos Izquierdo          | Pilar Bardem                                             |
| 23      | 2002 | Carlos Izquierdo          | Carmen Sevilla                                           |
| 24      | 2003 | Carlos Izquierdo          | Moncho Armendáriz                                        |
| 25      | 2004 | Carlos Izquierdo          | Agustín González                                         |
| 26      | 2005 | Carlos Izquierdo          | María Barranco                                           |
| 27      | 2006 | Carlos Izquierdo          | Concha Velasco                                           |
|         | 2007 | Carlos Izquierdo          | No se celebró la Semana de Cine                          |
| 28      | 2008 | Carlos Izquierdo          | José Coronado                                            |
| 29      | 2009 | Carlos Izquierdo          | Juan Luis Galiardo                                       |
| 30      | 2010 | Carlos Izquierdo          | Mercedes Sampietro                                       |
| 31      | 2011 | Carlos Izquierdo          | Kity Mánver                                              |
| 32      | 2012 | Carlos Izquierdo          | Juan Diego                                               |
|         | 2013 | Manuel Troitiño           | No se celebró la Semana de Cine                          |
|         | 2013 | Fatima Nuñez              | Se Celebró "Encuentros de Cine Español en Carabanchel"   |
| 33      | 2015 | Fatima Nuñez              | Terele Pávez                                             |
| 34      | 2016 | Esther Gómez              | José Sacristán                                           |

## Los premiados
Uno de los apartados más importantes del programa es el certamen de Cortos de Carabanchel, uno de los más prestigiosos de España, no solo por su antigüedad sino sobre todo por el alto nivel de las obras presentadas a concurso.
| Edición Semana | Edición Certamen | Año  | Primer premio                                                          | Segundo premio                                            | Tercer premio | Premio del público                                                         |  |
| 9              | 1                | 1987 | FHH, de Escuadra Cobra                                                 | NO SOMOS NADIE, de Nicolás Muñoz                          | DESCARTES, de Jesús de Frutos                                                                                       |                                                                            |  |
| 10             | 2                | 1988 | UN TRABAJO LIMPIO, de Fernando de France                               | EXTRAÑO, de Andrés Sáenz de Heredia                       | CALLEJÓN DE SOMBRAS, de Jesús García Solera                                                                         |                                                                            |  |
| 11             | 3                | 1989 | SABOR A ROSAS, de Mónica Laguna Agulló                                 | UNA BUENA RAZÓN PARA VIVIR… O MORIR, de Fernando Merinero | CINCO AÑOS DE MI VIDA, de Antonio Pinar                                                                             |                                                                            |  |
| 12             | 4                | 1990 | A LA ALTURA DE LOS OJOS, de Miguel Ángel Sánchez                       | INDEFENSO, de Jesús R. Delgado                            | QUIERO QUE SEA ÉL, de Mónica Laguna Aguiló                                                                          |                                                                            |  |
| 13             | 5                | 1991 | LA CENA, de Josune Lasa                                                | EL GRITO DE LA SIRENA, de Jesús del Real                  | TREBOL DE CUATRO HOJAS, de Diego Serrano                                                                            |                                                                            |  |
| 14             | 6                | 1993 | "Memoria en la Piel" de Angel Fernández Santos                         | HUNTZA, de Antonio Conesa                                 | LA VIUDA NEGRA, de Jesús Delgado                                                                                    |                                                                            |  |
| 15             | 7                | 1994 | KIKOS, de David Gordon                                                 | CENIZAS A LAS CENIZAS, de Javier Gil del Álamo            | ÉSA ES TU PARTE, de Fidel Cordero Ampuero                                                                           |                                                                            |  |
| 16             | 8                | 1995 | SOLO AMOR, de José Javier Rodríguez                                    | AL LADO DEL ATLAS, de Guillermo Fernández Gorizard        | ENTRE EL AMANECER Y EL ALBA, de Mónica Pérez Capilla                                                                |                                                                            |  |
| 17             | 9                | 1996 | NOCTÁMBULOS, de Beatriz Campón                                         | LA JUGADA, de José y Manuel Lagares                       | DECIRTE QUE TE QUIERO, de Juan Martínez Moreno                                                                      |                                                                            |  |
| 18             | 10               | 1997 | MAMBRÚ, de Pedro Pérez Jiménez                                         | TE LO MERECES, de Felipe Jiménez Luna                     | LA VIGA, de Roberto Lázaro                                                                                          |                                                                            |  |
| 19             | 11               | 1998 | LIBRE INDIRECTO, de Juanjo Jiménez                                     | ESPOSADOS, de Juan Carlos Fresnadillo                     | CAMPEONES, de Antonio Conesa                                                                                        | Mención Especial del Jurado: CAZADORES, de Achero Mañas                    |  |
| 20             | 12               | 1999 | LOS DÍAZ FELICES, de Chiqui Carabante                                  | ALLANAMIENTO DE MORADA , de Mateo Gil                     | MIS VACACIONES, de J.A. Bayona                                                                                      | Mención Especial del Jurado: YUL, de Rodrigo Cortés                        |  |
| 21             | 13               | 2000 | UNA LUZ ENCENDIDA, de Alber Ponte                                      | BANCOS, de Alberto Rodríguez y Santi Amodeo               | TORRE, de Oskar Santos                                                                                              | Mención Especial del Jurado: BACK ROOM, de Guillen Morales                 |  |
| 22             | 14               | 2001 | 7337, de Sergio G. Sánchez                                             | 15 DÍAS, de Rodrigo Cortés                                | EN MALAS COMPAÑÍAS, de Antonio Hens                                                                                 | Mención Especial del Jurado: LOS ALMENDROS-PLAZA NUEVA, de Álvaro Alonso   |  |
| 23             | 15               | 2002 | LA PRIMERA VEZ, de Borja Cobeaga                                       | BAMBOLEHO, de Luis Prieto                                 | TREITUM, de Javier Ruiz                                                                                             | Premio «Pecera Estudio» al Mejor Sonido TREITUM, de Javier Ruiz            |  |
| 24             | 16               | 2003 | RAÍZ, de Gaizka Urresti                                                | EL VIAJE, de Toni Bestard                                 | (ex-aequo) VÁMONOS, de Paco Díaz Aguilar DI ALGO, de Luis Deltell \|\| Premio del Público EL VIAJE, de Toni Bestard |                                                                            |  |
| 25             | 17               | 2004 | “7:35 de la mañana” de Nacho Vigalondo                                 | “La Valiente” de Isabel Ayguavives                        | “Bedford” de Andrés Sanz                                                                                            | Premio del Público DIEZ MINUTOS, de David Rojo                             |  |
| 26             | 18               | 2005 | "Recursos Humanos" de José Javier Rodríguez                            | "El Despropósito" de Zoe Berriatúa                        | "Niño Budú" de Toni Bestard                                                                                         | Premio del Público"Minotauromaquia" de Juan Pablo Etcheverry               |  |
| 27             | 19               | 2006 | “Éramos Pocos” de Borja Cobeaga                                        | “Carne de Neón” de Paco Cabezas                           | “Sintonía” de José Mari Goenaga                                                                                     | Premio del Público “Clases Particulares” de Alauda Ruiz de Azúa            |  |
| 28             | 20               | 2008 | “Nasija” de Guillermo Ríos                                             | “Padam” de José Manuel Carrasco                           | “Madres” de Mario Iglesias                                                                                          | “El viaje de Said” de Coke Riobóo                                          |  |
| 29             | 21               | 2009 | EL ATAQUE DE LOS ROBOTS DE NEBULOSA, de Chema García                   | DIME QUE YO, de Mateo Gil                                 | EL PALACIO DE LA LUNA, de Ione Hernández                                                                            | Premio del Público ON THE LINE, de Jon Garaño                              |  |
| 30             | 22               | 2010 | ADIÓS MUÑECA, de Hugo Sanz                                             | LA RUBIA DE PINOS PUENTE, de Vicente Villanueva           | THE END, de Eduardo Chapero Jackson                                                                                 | Premio del Público LA CONDENA, de Mario de la Torre                        |  |
| 31             | 23               | 2011 | ex aequo -ESTAR AQUÍ, de Silvia González Laá -AMAR, de Isabel Herguera | LA PLAYA DE BERLÍN-CANNON BEACH, de Manuel Calvo          | EL ORDEN DE LAS COSAS, de José y César Esteban Alenda                                                               | Mejor cortometraje documental: UN DIOS QUE YA NO AMPARA, de Gaizka Urresti |  |
| 32             | 24               | 2012 | DICEN, de Alauda Ruiz de Azúa                                          | JOSELYN, de Susan Béjar                                   | MATAR A UN NIÑO, de César y José Esteban Alenda                                                                     | Mención de Honor MATADOR ON THE ROAD, de Alexis Morante                    |  |
| 33             | 25               | 2015 | BIKINI, de Óscar Bernácer                                              | TODO UN FUTURO JUNTOS, de Pablo Remón                     | HOGAR, HOGAR, de Carlos Alonso Ojea                                                                                 | Premio de Asociaciones de Carabanchel CAFÉ PARA LLEVAR, de Patricia Font   |  |
| 34             | 26               | 2016 | EL TRASTERO, de Gaizka Urresti                                         | STOMACH, de Javier Kuhn                                   | EL ABRAZO, de Iñaki Sánchez Arriate                                                                                 | I SAID I WOULD NEVER TALK ABOUT POLITIC, de Aitor Oñederra                 |  |
| 35             | 27               | 2017 | PALABRAS DE CARAMELO, de Juan Antonio Moreno Amador                    | LA INVITACIÓN, de Susana Casares.                         | LAS RUBIAS, de Carlota Martínez Pereda                                                                              | NUESTRA AMIGA LA LUNA, de César Velasco Broca                              |  |
| 36             | 28               | 2018 | UNA CHINA EN EL ZAPATO, de Adrián Ramos                                | SILENCIO, POR FAVOR, de Carlos Villafaina                 | NOUVELLE CUISINE, de Manuel Reyes                                                                                   | EL COLOR DE LA SED, de Gala Gracia                                         |  |
| 37             | 29               | 2019 | UN PAÍS EXTRAÑO, de Laura Pousa                                        | UNO, de Javier Marco                                      | SEATTLE, de Marta Aledo                                                                                             | EL NIÑO QUE QUERÍA VOLAR, de Jorge Muriel                                  |  |
| 38             | 30               | 2020 | MI HERMANO JUAN, de Cristina Martín                                    | LA TIERRA LLAMANDO A ANA, de Fernando Bonelli             | DESTELLOS EN LA OSCURIDAD, de Pedro González Bermúdez                                                               | AMA, de Julia de Paz                                                       |  |
| 39             | 31               | 2021 | DISTANCIAS, de Susan Béjar                                             | EL PAS DE SANT JOAN, de Ana Ortiz                         | ROBERTO, de Carmen Córdoba González                                                                                 | STANBROOK, de Óscar Bernàcer                                               |  |
| 40             | 32               | 2022 | LO EFÍMERO, de Javier Muriel                                           | MAMÁ, de Pablo de la Chica                                | LOOP, de Pablo Polledri                                                                                             | SORDA, de Nuria Muñoz y Eva Libertad                                       |  |
| 41             | 33               | 2023 | MESA PARA TRES DE Álvaro García Company, Meka Ribera                   | LA ENTREGA de Pedro Díaz                                  | LA VIDA ENTRE DOS NOCHES de Antonio Cuesta                                                                          | TULA de Bea de Silva                                                       |  |
| 42             | 34               | 2024 | "Si Me Querei, Irse" de Sofía Muñoz                                    | "Siembra" de Javier Barbero Montes                        | "Madreselva" de Nata Moreno                                                                                         | "Artesanía" de David Pérez Sañudo                                          |  |

### Premio Puente de Toledo
- El Premio Puente de Toledo se otorga cada año a un actor o actriz con una extensa y exitosa trayectoria profesional:
  - 2024: Fernando Colomo
  - 2023: Ángela Molina
  - 2022: Javier Gutiérrez
  - 2021: Julieta Serrano
  - 2020: Tito Valverde
  - 2019: Marisa Paredes
  - 2018: Juan Diego Ruiz Moreno y Pilar Bardem
  - 2017: Emma Suárez
  - 2016: José Sacristán
  - 2015: Terele Pávez
  - 2012: Juan Diego
  - 2011: Kiti Mánver
  - 2010: Mercedes Sampietro
  - Otros que han recibido este premio: Juan Luis Galiardo, Concha Velasco, Agustín González, Adriana Ozores, Luis Tosar, José Coronado, Santiago Segura...

- Datos: Q9075894
- Multimedia: Semana del Cine Español de Carabanchel / Q9075894